# Джаган, Чедди
Чедди Беррет Джаган (англ. Cheddi Berret Jagan; 22 марта 1918 — 6 марта 1997) — гайанский политик, первый премьер-министр страны. В 1992—1997 годах — президент Кооперативной республики Гайана.

## Биография
Родился в 1918 году старшим из 11 детей в семье плантационных рабочих индийского происхождения. Окончив школу в Джорджтауне, прошёл обучение в Queen’s College, Джорджтаун, Британская Гвиана (1933—1935); Говардский университет (США) (1936—1938); Северо-Западном университете (США) (1938—1942), где получил диплом дантиста. В 1945—1947 годах — генеральный секретарь Союза цветного населения Британской Гвианы и председатель профсоюза рабочих деревообрабатывающей промышленности. В 1952—1953 годах президент Ассоциации производителей риса. В 1947—1953 годах — член Законодательного совета (член парламента), одновременно в 1953 году министр сельского хозяйства, земельных угодий и минеральных ресурсов.
По возвращении на родину совместно с Форбсом Бёрнемом в 1950 году основал марксистскую Народную прогрессивную партию (НПП). В 1953 году партия победила на выборах в парламент Британской Гвианы, а Чедди Джаган в апреле стал главой правительства. Однако социалистическая программа НПП вызвала недовольство колониальной администрации. В октябре 1953 года британские власти приостановили действие конституции и сместили Джагана с поста главы кабинета. В 1954 году 6 месяцев находился в заключении «за коммунистическую деятельность».
В 1957—1961 годах — вновь глава кабинета министров, в 1961—1964 годах первый премьер-министр Британской Гвианы, в 1957—1963 годах министр торговли и промышленности, затем министр развития и планирования. Его правительство установило дружеские отношения с рядом социалистических стран, включая СССР и Кубу (Британская Гвиана не присоединилась к эмбарго Соединённых Штатов против последней, а та после переговоров с участием Эрнесто Че Гевары предложила займы и оборудование), в том числе подписало торговые соглашения с Венгрией и ГДР.
В 1957 году в НПП произошел раскол по этническому признаку. Афрогайанская фракция НПП (во главе с Бёрнемом) образовала Народный национальный конгресс. ННК считался более умеренной организацией и пользовался поддержкой британских властей. Однако в 1957 и в 1961 году НПП удавалось побеждать на парламентских выборах.
С 1961 по 1964 годы Джаган столкнулся с кампанией противодействия со стороны не только внутренней оппозиции, но и с Американского института свободного развития труда (АИСРТ), который считался прикрытием для операций ЦРУ. Различные сообщения показывают, что АИСРТ, имевший бюджет 800 000 долларов США, взял на содержание лидеров оппозиции и поддерживал бунты и демонстрации против НППГ, в итоге которых в период с 1962 по 1963 годы в районе Джорджтауна был нанесён ущерб на 40 млн долларов.
На выборах 1964 года Народная прогрессивная партия получила 45,8 % голосов (при явке в 97 %) и большинство мест в парламенте, но Народному национальному конгрессу удалось воспользоваться санкционированным британскими властями изменением избирательного законодательства и сформировать коалицию с консервативной партией Объединённая сила при поддержке британского губернатора, сместившего Джагана с поста премьер-министра. В 1964—1973 и 1976—1992 годах являлся лидером парламентской оппозиции.
С 1970 года генеральный секретарь НПП. 

На выборах в 1992 году победу одержала НПП, а Чедди Джаган стал президентом страны. НПП взяла курс на построение рыночной экономики и приватизацию сельскохозяйственных предприятий. Вместе с тем, Джаган поддерживал профсоюзное движение, вкладывал средства в развитие инфраструктуры.
С 1953 года — член Всемирного Совета Мира (ВСМ), с 1969 года — член Президиума ВСМ. 

Скончался 6 марта 1997 года (от последствий инфаркта, перенесённого 15 февраля) во время лечения в США.

## Личная жизнь

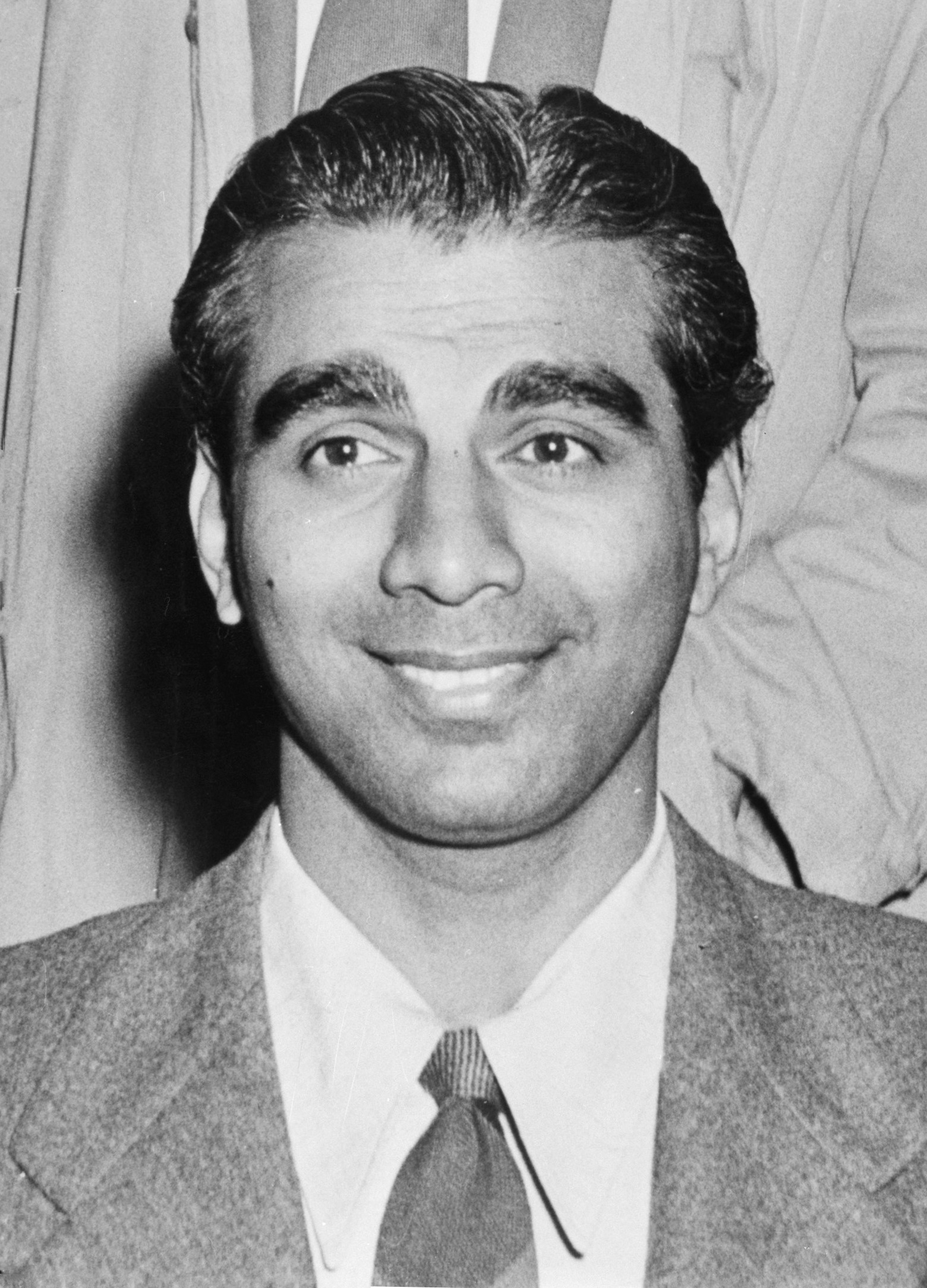
Молодой Чедди Джаган в 1962 году

Во время обучения в США Джаган женился на Джанет Розенберг — американке еврейского происхождения, у них двое детей. После смерти мужа Джанет Джаган была президентом Гайаны в 1997—1999 годах.